# Loa-Viadukt
Der Loa-Viadukt, auch Conchi-Viadukt, ist eine ehemalige Eisenbahnbrücke der Región de Antofagasta in Chile, die bei Conchi den tief in die Landschaft eingeschnittenen Río Loa in 103 m Höhe überquert. Der  244 m lange Gerüstpfeilerviadukt besitzt sieben Pfeiler und war bei seiner Fertigstellung 1888 die zweithöchste Eisenbahnbrücke der Welt.

## Geschichte
Der Loa-Viadukt wurde 1888 für die Ferrocarril de Antofagasta a Bolivia erstellt und führt die Bahnstrecke von Antofagasta nach Ollagüe ungefähr bei Streckenkilometer 299 über den Fluss. Auftragnehmer waren die englischen Horseley Ironworks in Tipton, die die Brücke unter der Leitung von Edward Woods bauten. Sie war eines der aufwändigsten Ingenieurbauwerke der Bahnstrecke Antofagasta–La Paz und eine der höchsten Eisenbahnbrücken der Welt. Die Höhe wurde nur noch vom Garabit-Viadukt in Frankreich übertroffen, der ein Jahr später fertiggestellte Malleco-Viadukt ist wenige Zentimeter niedriger als der Loa-Viadukt.
Zwischen 1914 und 1928 wurde die Strecke von 762 mm Spurweite auf Meterspur umgespurt und bei dieser Gelegenheit auch die Trasse an einigen Stellen geändert. Heute quert die Strecke den Rio Loa ungefähr sechs Kilometer oberhalb des Viadukts ohne eine große Brücke. Der Preis dafür war eine um mehrere Kilometer verlängerte Strecke. Heute führen nur noch Rohre und eine abgesperrte Fahrstraße über die Brücke. 2012 vermittelte sie einen vernachlässigten Eindruck.